# San José del Carmen, Chiapas
San José del Carmen är en ort i Mexiko.   Den ligger i kommunen Pantelhó och delstaten Chiapas, i den sydöstra delen av landet, 800 km öster om huvudstaden Mexico City. San José del Carmen ligger 1 399 meter över havet och antalet invånare är 258.
Terrängen runt San José del Carmen är varierad. Runt San José del Carmen är det ganska tätbefolkat, med 111 invånare per kvadratkilometer. Närmaste större samhälle är Pantelhó, 1,9 km öster om San José del Carmen. I omgivningarna runt San José del Carmen växer i huvudsak städsegrön lövskog.